# BRP Carlos Albert
Le BRP Carlos Albert (PC-375) est le cinquième patrouilleur côtier de la classe Jose Andrada de la marine philippine. Il fait partie du premier lot de sa classe commandé par le biais des ventes militaires à l’étranger (FMS) des États-Unis en 1990. Il a été mis en service par la marine philippine en janvier 1992,. Il a été initialement désigné comme Fast Patrol Craft, et a été numéroté « DF-375 », mais plus tard, il a été redésigné comme une canonnière de patrouille, et a été renuméroté « PG-375 », jusqu’à ce qu’une autre reclassification change sa désignation en patrouilleur avec le numéro de coque « PC-375 » à partir d’avril 2016.

## Conception
Le navire a été construit selon les normes de la Garde côtière américaine avec une coque et une superstructure en aluminium. Il est propulsé par deux moteurs Diesel Detroit Diesel Corporation 16V-92TA d’une puissance combinée d’environ 2800 ch, entraînant deux hélices et donnant une vitesse maximale de 28 nœuds (52 km/h). L’autonomie maximale est de 1200 milles marins (2200 km) à 12 nœuds (22 km/h) ou de 600 milles marins (1100 km) à 24 nœuds (44 km/h).
Le navire était conçu à l’origine pour transporter un canon de 40 mm Mk.3, un mortier de 81 mm à l’arrière et quatre mitrailleuses de 12,7 × 99 mm OTAN (calibre .50),. Au lieu de cela, il n’est armé que de quatre mitrailleuses Browning M2HB de calibre 12,7 mm sur des affûts Mk.26, dont deux positionnées à l’avant et deux à l’arrière, et de deux mitrailleuses M60 de 7,62 × 51 mm OTAN (calibre .30), toutes deux montées au milieu du navire. Le navire peut transporter 4000 cartouches de 12,7 mm et 2000 cartouches de 7,62 mm. Une paire de grandes jumelles « Big Eyes » est également transportée sur des trépieds, l’un sur le gaillard d’avant et l’autre juste au-dessus du mât.
Faisant partie du premier lot (PG-370 à PG-378), il n’est pas équipé du chain gun M242 Bushmaster Mk.38 Mod.0 de 25 mm que les autres navires jumeaux transportent,,. Il était prévu d’installer sur sa proue un chain gun M242 Bushmaster de 25 mm (stabilisé ou non) après quelques modifications mineures, mais à ce jour, cela ne s’est pas concrétisé.
Il est équipé d’un radar de recherche et de navigation de surface Raytheon AN/SPS-64(V)11, mais avec une antenne plus petite que celles utilisées sur les plus grands navires de la marine philippine,.
Un bateau pneumatique semi-rigide de 4 mètres, propulsé par un moteur hors-bord de 40 ch, est rangé au milieu du navire.

## Historique
En mai 2009, le BRP Carlos Albert, ainsi que le BRP Dagupan City, le BRP Bienvenido Salting et d’autres unités de la marine philippine ont rejoint leurs homologues de la marine américaine, notamment l’USS Harpers Ferry, l’USS Chafee, l’USS John S. McCain et l’USNS Safeguard dans l’exercice naval CARAT (en) 2009.
En mai 2018, le BRP Carlos Albert a intercepté et saisi au large des îles Mangsee deux navires de pêche immatriculés en Malaisie ainsi que leur équipage de 20 Vietnamiens, transportant plus de 50 requins et raies d’espèces menacées.
En octobre 2018, le navire effectuait une patrouille de routine lorsqu’il a repéré et intercepté l'Andrea 3 au large des côtes d’El Nido, à Palawan, à huit milles marins (15 km) dans la zone d’exclusion de la plate-forme de gaz naturel de Malampaya. Il a également été découvert plus tard que l’équipage de l'Andrea 3 utilisait un compresseur de plongée sous-marine pour la pêche, ce qui est illégal. Le BRP Carlos Albert a amené l'Andrea 3 à la jetée de Liminangcong à Taytay (Palawan) et l’a remis à la garde du Bureau des pêches et des ressources aquatiques (BFAR).
La National Mapping and Resource Information Authority (NAMRIA) philippine a publié le 27 décembre 2021 un avis à tous les navires, leur annonçant que, du 27 au 29 décembre, le BRP Carlos Albert conduirait des essais de tir de ses armes à 25 milles marins au sud-est de Bancao, Bananon Point, à Palawan. Tous les navires transitant par cette zone étaient invités à prendre les mesures de précaution nécessaires.